# هانس مولر (متزلج فني)
هانس مولر هو متزلج فني سويسري، ولد في 7 مارس 1931.

## وصلات خارجية
- هانس مولر على موقع أوليمبيديا (الإنجليزية)